# Omar (Sulu)
Omar (Bayan ng Omar, Sulu) är en kommun i Filippinerna. Kommunen ligger på ön Suluöarna, och tillhör provinsen Sulu. Folkmängden uppgår till 25 116 invånare.

## Barangayer
Omar är indelat i 8 barangayer.
| - Andalan - Angilan - Capual Island - Huwit-huwit | - Lahing-Lahing - Niangkaan - Sucuban - Tangkuan |